# سارة سنوك
سارة سنوك (بالإنجليزية: Sarah Snook)‏ (ولدت في 28 يوليو 1987) ممثلة أسترالية، حاصلة علي جائزة الأكاديمية الأسترالية لفنون السينما والتلفزيون لأفضل ممثلة رئيسية ربحت جائزة معهد الفيلم الأسترالي لافضل ممثلة في دور ثانوي، جائزة لوجي لأحسن موهبة جديدة, عرفت على نطاق واسع لأدوارها في قضاء وقدر (2014)، صانع الفساتين (2015)، ستيف جوبز (2015).

## روابط خارجية
- سارة سنوك على موقع IMDb (الإنجليزية)
- سارة سنوك على موقع روتن توميتوز (الإنجليزية)
- سارة سنوك على موقع قاعدة بيانات الأفلام العربية
- سارة سنوك على موقع ألو سيني (الفرنسية)
- سارة سنوك على موقع أول موفي (الإنجليزية)
- سارة سنوك على موقع قاعدة بيانات الفيلم (الإنجليزية)
- سارة سنوك على موقع كينوبويسك (الروسية)